# Stackars Ferdinand
Stackars Ferdinand är en svensk komedifilm från 1941 i regi av Nils Jerring.

## Handling
Ferdinand Dellander har varit gift i många år men vet att han har en dotter utanför äktenskapet. Han har inte vetat någonting om henne förrän hon plötsligt dyker upp. Men dottern är i själva verket en utklädd Åke Palm.

## Om filmen
Premiärvisning i Norrköping 26 december 1941. Filmen har även visats i SVT.

## Rollista i urval
- Thor Modéen - direktör Ferdinand Dellander
- Åke Söderblom - Åke Palm, skådespelare/Nina Jensen
- Eric Abrahamsson - jägmästare Herman Sjöberg, Ferdinands svåger
- Allan Bohlin - ingenjör Gösta Dellander, Ferdinands son
- Tollie Zellman - Selma Dellander, Ferdinands fru, Hermans syster
- Gaby Stenberg - Florence Dale, varietéaktris
- Siv Ericks - Karin Dellander, Ferdinands dotter
- Karin Nordgren - Gunilla Dacke
- Hugo Björne - greve Carl Johan Dacke, Gunillas far
- Georg Funkquist - Rutger Benckert, Gunillas fästman
- Viran Rydkvist - Hulda, Dellanders husföreståndarinna
- Carl Hagman - Teofil Johansson, kommunalfullmäktiges ordförande i Söråkra
- Julia Cæsar - fru Hagman, Palms granne

## Musik i filmen (i urval)
- Förlåt mig, kompositör Jules Sylvain, text Åke Södeblom, sång Gaby Stenberg
- Alla blommor knoppas, kompositör Gunnar Johansson, text Åke Söderblom, sång Allan Bohlin och Gaby Stenberg

## DVD
Filmen gavs ut på DVD 2016.